# Energía mecánica
La energía mecánica de un cuerpo o de un sistema físico es la suma de su energía cinética y la energía potencial. Se trata de una magnitud escalar relacionada con el movimiento de los cuerpos y con las fuerzas de origen mecánico, como son la fuerza gravitatoria y la de origen elástico, cuyo principal exponente es la ley de Hooke. Ambas son fuerzas conservativas. La energía mecánica asociada al movimiento de un cuerpo es la energía cinética, que depende de su masa y de su velocidad. En cambio, la energía mecánica de origen potencial o energía potencial, tiene su origen en las fuerzas conservativas, proviene del trabajo realizado por estas y depende de su masa y de su posición. El principio de conservación de la energía relaciona ambas energías y expresa que la suma de ambas energías, la energía potencial y la energía cinética de un cuerpo o un sistema físico, permanece constante. Dicha suma se conoce como la energía mecánica del cuerpo o del sistema físico.
Sin embargo, en los sistemas reales, las fuerzas no conservativas, como las fuerzas de fricción, están presentes y no se verifica la conservación de la energía mecánica de manera rigurosa. No obstante, si la magnitud de las fuerzas de fricción es despreciable con relación a las fuerzas de origen conservativo, la energía mecánica del cuerpo se modifica poco y su conservación se aplica como buena aproximación. Cuando las materias apreciables se multiplican debe aplicarse un principio de conservación de energía más general, donde se incluya el trabajo debido a las fuerzas de fricción. En el cálculo de la energía mecánica de un sistema físico o en la aplicación del principio de conservación de la energía, es determinante conocer el tipo de fuerzas, conservativas o no conservativas, a las que está sujeto el sistema físico, así como el entorno en el que se aplican.

## Introducción
Los humanos han sabido aprovechar la energía mecánica desde tiempos muy tempranos y en muy diversas aplicaciones, comenzando por los inventos de los griegos con las poleas y engranajes o con las máquinas de guerra fenicias y romanas. En el caso de las catapultas romanas, el trabajo de compresión del brazo de la catapulta permite almacenar en la máquina una energía en forma de energía potencial. La mayor parte de esta energía se transmite luego al proyectil que sale disparado con una energía debida al movimiento, la energía cinética. Pero también parte de la energía se transmite al movimiento del brazo de la palanca y al desplazamiento de la honda (ambas en forma de energía cinética) y la otra parte se utiliza en la fricción de las cuerdas y en los engranajes que se calientan.

Un péndulo simple demostrando la conservación de la energía mecánica entre la energía potencial gravitacional y la energía cinética

La energía es una magnitud escalar que representa una integral primera del movimiento y como tal, más fácil de utilizar que la propia fuerza que actúa sobre un móvil. Es un concepto que aparece en todos los campos de la física (mecánica, electromagnetismo, ondas, etc.) y de la tecnología, sin embargo se expresa de manera diferente en cada uno de ellos según su aplicación concreta. El concepto de energía en la física está directamente relacionado con otras dos magnitudes físicas el trabajo y el calor que intercambian energía con el sistema físico.
La energía satisface un principio de conservación importante de modo que en cualquier proceso físico se conserva. Por ello, el balance de energía antes de realizar un proceso es el mismo que una vez finalizado este (Principio de conservación de la energía en su sentido más general, incluyendo las fuerzas de rozamiento). 
La energía mecánica tiene dos contribuciones básicas, la relacionada con el movimiento y con las fuerzas de origen mecánico. La energía asociada al movimiento de un cuerpo es la energía cinética, que depende de su masa y de su velocidad.
Además de la energía cinética, la otra manifestación de la energía mecánica es la energía potencial mecánica relacionada con la naturaleza de las interacciones puestas en juego en el proceso físico que se esté desarrollando. En el caso concreto de la Energía Mecánica se tratará de las fuerzas gravitatorias o de las fuerzas elásticas. En ambos casos, la energía potencial es función de la masa del cuerpo que interviene y de su posición. Un ejemplo básico de energía potencial es la debida al peso de un cuerpo de masa m cerca de la superficie de la Tierra. 
La suma de las energías, cinética y potencial de un objeto en una posición determinada del espacio y en un instante dado, es lo que se define como la energía mecánica del objeto material. En el artículo se consideran estas nociones así como las diferentes formas de expresar la energía según la fuerza presente o la aplicación que se realice, a fluidos o sólidos. Otro aspecto a considerar es la fricción entre los cuerpos que interactúan. En este caso interviene el intercambio de energía en forma de calor, que afecta a la propia formulación del principio de la conservación de la energía.
Además de la energía, el trabajo o el calor, otra magnitud básica es la potencia mecánica para numerosas aplicaciones prácticas en el hogar y en la industria, en las que intervengan la producción y el consumo de energía. Para utilizar y conocer la energía mecánica de un cuerpo, se necesitan conocer las expresiones de la energía cinética en los movimientos de traslación y de rotación así como la energía potencial en el caso gravitatorio o la energía potencial elástica de un resorte. Se pasa a considerar la expresión sencilla de la energía potencial gravitatoria en las proximidades de la superficie terrestre.
Al tratar de la energía mecánica, como se ha explicado, hay que tener en cuenta su origen cinético o potencial, el tipo de movimiento implicado ya sea de rotación o traslación y las principales fuerzas que dan origen a esa energía mecánica. El estudio no estaría completo si no se considera el papel jugado por la energía mecánica cuando intervienen las fuerzas de fricción y la pérdida de energía mecánica producida por éstas. Por un lado, con la generación de calor y por otro, generando un cambio en la estructura de los cuerpos que rozan. En tales circunstancias, se vuelve a considerar la aplicación del principio de conservación de la energía. Para ello es preciso introducir la noción de energía interna. Para considerar mejor estos procesos se introduce la noción de fuerzas conservativas y fuerzas no conservativas.
Otras formulaciones físicas de la energía mecánica y del principio de conservación de la energía son, por un lado, la aplicación a los fluidos en movimiento (Ecuación de Bernouilli). Representa otra forma del principio de conservación de la energía. Y por otro, también se incluye brevemente el papel que juega el concepto de energía en la Termodinámica aplicado a gases. El primer principio de la termodinámica relaciona el calor, el trabajo y la variación de energía interna del sistema, entre sí. Este principio interviene como un caso práctico de aplicación del principio de conservación de la energía. En el caso de intervenir el calor y el trabajo, aparecen, además, limitaciones acerca del aprovechamiento de la transformación del calor en trabajo en máquinas térmicas, lo que se recoge en el segundo principio de la termodinámica. Se trata del Primer Principio de la Termodinámica, que interviene como un caso práctico de aplicación del principio de conservación de la energía. Por último se aplican los conceptos de la energía mecánica en los movimientos oscilatorios cuando no hay fricción (movimiento armónico simple ) y en casos más reales con fricción (movimientos amortiguados).
Algunos dispositivos transforman la energía mecánica en otro tipo de energía. Los grandes generadores eléctricos de las centrales productoras, por ejemplo, transforman la energía mecánica en energía eléctrica. Los motores eléctricos o las turbinas de vapor transforman la energía eléctrica o el calor, respectivamente, en energía mecánica. Y no puede faltar la conversión de la energía eólica que generan los aerogeneradores en energía mecánica de la hélice y esta última en energía eléctrica.

## Principio de conservación de la energía
La conservación de la energía es una ley que permite realizar un balance de la energía de un sistema físico cuando interacciona con su entorno antes y después de la interacción. El balance de la energía del sistema en todas sus manifestaciones, de origen eléctrico, gravitatorio, químico, etc. no varía, permanece constante. Si bien puede convertirse de una forma de energía en otra. Constituye una ley o principio de conservación que se cumple en la naturaleza y que impone restricciones en la evolución de los sistemas físicos al igual que sucede con otros principios de conservación de la física.
Sin embargo, la energía mecánica por sí misma no siempre se conserva, ya que parte de la energía mecánica puede ser transformada en otra forma de energía no mecánica. Por ejemplo, si un bloque está cayendo por una rampa y hay rozamiento, la energía mecánica inicial del bloque no será igual a la final ya que parte de esa energía mecánica inicial se habrá disipado en forma del calor en la rampa y en el propio bloque, debido al rozamiento del bloque con la rampa. La energía disipada será la diferencia de la energía mecánica inicial menos la energía mecánica final del bloque. Si se incluyen las fuerzas no conservativas de fricción, el principio de conservación de la energía expresa que la suma de la energía mecánica disponible por el bloque antes de su recorrido por la rampa, es igual a la energía mecánica del bloque después de su recorrido más la energía que pierde debido a la fricción. Es decir, el principio de conservación de la energía en su sentido más general, incluye toda la energía disponible del sistema (el bloque), en un instante y una posición dados, incluida la energía intercambiada por el sistema al exterior o con otros cuerpos del entorno. 
La energía tiene diferentes formas de manifestarse y cada una de ellas presenta una expresión matemática diferente. En primer lugar está la energía mecánica en su expresión de movimiento o energía cinética o bien de origen potencial como la energía gravitacional debida a la fuerza gravitatoria, o la energía elástica debido a las fuerzas de origen elástico de los fluidos y sólidos, pasando por otras formas de energía como la energía eléctrica, energía química, energía radiante, energía nuclear, energía de masa, etc. A su vez la energía puede transformarse en calor o en trabajo y, viceversa, el calor y el trabajo pueden aumentar o disminuir la energía de un sistema.
La noción de energía presenta un gran interés en la práctica por ser una integral primera del movimiento para fuerzas conservativas y por satisfacer el principio de conservación de la energía en sus diferentes manifestaciones, como se verá a lo largo del artículo. Para ello es necesario conocer las formas de energía cinética y potencial, la energía mecánica de un objeto o la energía interna de un sistema así como la energía intercambiada con su entorno. Si, por ejemplo, se considera un móvil que asciende y desciende por una montaña sobre la superficie de la tierra, el principio de conservación de la energía expresa que cualquiera que sea su posición en la montaña, en ausencia de rozamiento, la suma de las energías cinética {\displaystyle E_{c}={\frac {1}{2}}mv^{2}} debida a su velocidad y potencial {\displaystyle E_{p}=mgH} debida a su altura {\displaystyle H}, se mantiene constante. Esa constante es la energía mecánica {\displaystyle E_{mec}=E_{c}+E_{p}} del móvil. Si se considera la posición más baja de la montaña la energía mecánica será toda de origen cinético, {\displaystyle E_{mec}=E_{cmax}=constante} y si se considera la posición más alta de la montaña donde la energía potencial es máxima y la cinética mínima (si llega con velocidad nula) {\displaystyle E_{mec}=E_{pmax}=constante}. Cualquier forma de energía, en general se mide en julios ({\displaystyle J}) en el Sistema Internacional de Unidades.

Justificación gráfica de la conservación de la energía mecánica. En el punto más bajo, la energía mecánica de la bola es solo energía cinética, sin embargo, en el punto más alto, toda la energía mecánica pasa a ser energía potencial.

## Trabajo

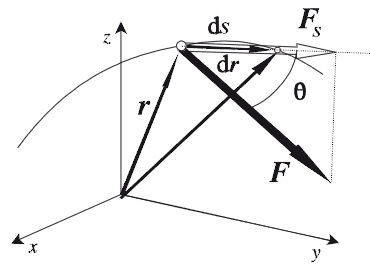
Trabajo de una fuerza.

El trabajo es una magnitud física directamente relacionada con la energía de los cuerpos, tiene su misma dimensión y, por tanto, también se mide en julios ({\displaystyle J}) en el Sistema Internacional. Cuando sobre un cuerpo actúan fuerzas, éstas realizan un trabajo y las dos magnitudes físicas que intervienen son, el propio desplazamiento realizado por el cuerpo y la fuerza que actúa sobre el mismo. Considerando fuerzas conservativas como la fuerza gravitatoria o la fuerza elástica debida a un muelle, el trabajo realizado por estas fuerzas sobre un cuerpo aumenta su energía cinética {\displaystyle E_{c}}, o bien lo contrario, la disminuye. En ambos casos, la causa por la que la {\displaystyle E_{c}} del cuerpo ha variado en una cantidad {\displaystyle \Delta E_{c}}, es debido al trabajo realizado por las fuerzas sobre los objetos materiales. El teorema de la energía cinética especifica la cantidad de {\displaystyle E_{c}} que gana o pierde el cuerpo bajo la acción de las fuerzas que actúan sobre el mismo.
Si una fuerza {\displaystyle {\vec {F}}} se aplica sobre una partícula que describe una trayectoria curvilínea y {\displaystyle {\vec {dr}}} es un desplazamiento elemental sobre la curva, el trabajo realizado por la fuerza para trasladar la partícula desde la posición {\displaystyle P_{1}} hasta la {\displaystyle P_{2}}, es
{\displaystyle W=\int _{P1}^{P2}{\vec {F}}\cdot {\vec {dr}}} que también puede expresarse como,
{\displaystyle W=\int _{P1}^{P2}F_{s}\;ds=\int _{P1}^{P2}F\;\cos {\theta }\;ds}
siendo {\displaystyle P1} y {\displaystyle P2} los puntos de inicio y final del recorrido sobre la trayectoria, {\displaystyle F_{s}} la proyección de la fuerza sobre la dirección tangente a la curva, {\displaystyle F} el módulo de la fuerza, {\displaystyle ds} la longitud del desplazamiento elemental {\displaystyle (ds=|{\vec {dr}}|)} y {\displaystyle \theta } el ángulo formado por la fuerza y la tangente a la trayectoria en cada punto.
En casos más sencillos como el de una fuerza constante aplicada al móvil y en la misma dirección y sentido del movimiento {\displaystyle {\vec {F}}=F\cdot {\vec {i}}}, este recorrerá una distancia {\displaystyle {\vec {s}}=s\cdot {\vec {i}}} describiendo una trayectoria rectilínea. La fuerza realizará un trabajo ({\displaystyle W}) sobre la partícula que viene dado por 
{\displaystyle W={\vec {F}}\cdot {\vec {s}}=Fs}, (siendo {\displaystyle \cos {\theta }=1\;} en este caso).

## Potencia
Se define la potencia ({\displaystyle P}) como la rapidez con la que se realiza el trabajo. 
La potencia media ({\displaystyle P_{med}}) es el trabajo ({\displaystyle \Delta W}) realizado durante un tiempo ({\displaystyle \Delta W}) dividido por el valor de dicho tiempo({\displaystyle \Delta t}).
{\displaystyle P_{med}={\frac {\Delta W}{\Delta t}}}
La potencia instantánea se define como:
{\displaystyle P={\vec {F}}\cdot {\vec {v}}}
siendo {\displaystyle {\vec {F}}} la fuerza que actúa sobre la partícula y {\displaystyle {\vec {v}}} la velocidad instantánea de la partícula.
La potencia tiene unidades de energía en la unidad de tiempo y se mide en vatios ({\displaystyle W}) en el Sistema Internacional (SI).

## Energía cinética

### Teorema de la energía cinética
Para cualquier fuerza neta que actúe sobre una partícula de masa {\displaystyle m} que se mueve a lo largo de una trayectoria curvilínea cualquiera, se puede demostrar que su trabajo es igual a la variación de la energía cinética de la partícula. 
{\displaystyle W={\displaystyle \int _{P_{1}}^{P_{2}}{\vec {F}}\cdot {\overrightarrow {dr}}}={\displaystyle \int _{t_{1}}^{t_{2}}{\vec {F}}\cdot {\vec {v}}\;dt=m\int _{t_{1}}^{t_{2}}{\vec {a}}\cdot {\vec {v}}\;dt={\frac {m}{2}}\int _{t_{1}}^{t_{2}}{\frac {d(v^{2})}{dt}}\,dt={\frac {m}{2}}\int _{v_{1}^{2}}^{v_{2}^{2}}d(v^{2})={\frac {mv_{2}^{2}}{2}}-{\frac {mv_{1}^{2}}{2}}=\Delta {E_{c}}}=E_{c_{2}}-E_{c_{1}}}

siendo,
{\displaystyle \;{\vec {a}}\;} el vector aceleración de la partícula, {\displaystyle \;{\vec {F}}=m\cdot {\vec {a}}\;} la segunda Ley de Newton aplicada a la partícula de masa {\displaystyle m}, {\displaystyle \;{\vec {v}}\;} su vector velocidad, {\displaystyle \;{\overrightarrow {dr}}={\vec {v}}\,dt\;} el vector desplazamiento elemental del móvil sobre la curva y {\displaystyle \;t_{1}\,} y {\displaystyle t_{2}\,} los instantes inicial y final asociados a las posiciones {\displaystyle P_{1}\,} y {\displaystyle P_{2}\,} inicial y final de la trayectoria, respectivamente.
Esta relación expresa que: el trabajo realizado por una fuerza F sobre una partícula a lo largo de una curva desde un instante inicial a uno final, es igual a la variación de energía cinética del móvil entre ambos instantes de tiempo, es el Teorema de variación de la energía cinética. Se verifica siempre, con independencia de la naturaleza de la fuerza {\displaystyle F} que puede ser conservativa, no conservativa o puede ser la resultante de fuerzas de diferente naturaleza. 
- NOTA: justificación de los pasos intermedios para la demostración del teorema de la energía cinética

{\displaystyle {\frac {d(v^{2})}{dt}}\,={\frac {d({\vec {v}}\,.\,{\vec {v}})}{dt}}={\frac {d{\vec {v}}}{dt}}\,.\,{\vec {v}}+{\vec {v}}\,.\,{\frac {d{\vec {v}}}{dt}}=2\,{\frac {d{\vec {v}}}{dt}}\,.\,{\vec {v}}=2\,{\vec {a}}\,.\,{\vec {v}}}

### Energía cinética
La energía cinética se presenta con diferentes expresiones dependiendo del tipo de movimiento descrito y la naturaleza del medio material.

#### Traslación
De acuerdo con el teorema de la energía cinética, la energía cinética de un bloque de masa {\displaystyle m} que se desplaza por una superficie horizontal con una velocidad {\displaystyle v} es el trabajo realizado por la fuerza para llevar el bloque desde el reposo {\displaystyle (v=0)} hasta alcanzar una velocidad {\displaystyle v} determinada. Este cuerpo ha ganado una energía mecánica igual a la energía cinética alcanzada a la velocidad {\displaystyle v}, como consecuencia del trabajo realizado por la fuerza que se aplica hasta alcanzar la citada velocidad.
{\displaystyle E_{c}={\frac {1}{2}}mv^{2}}
Otra interpretación que se puede dar a la energía cinética es la del trabajo que realiza una fuerza sobre una  partícula en movimiento, con una determinada velocidad inicial, oponiéndose a este, hasta detenerla. La energía cinética es una magnitud escalar, por tanto sin dirección ni sentido, como lo es todo tipo de energía, y siempre es mayor o igual que 0 {\displaystyle (J)}. En esta ocasión, la partícula ha perdido toda su energía mecánica inicial.

Péndulo balístico: La energía cinética de la bala se transmite al bloque provocando su movimiento hasta alcanzar una determinada altura donde se para. En esa posición, toda la energía cinética inicial, se transforma en energía potencial. A mayor energía cinética, mayor altura alcanza el bloque

Para analizar este tipo de energía en movimiento se puede considerar un péndulo. Si se libera la masa del péndulo desde un extremo de manera que oscile de un lado hacia el otro, va perdiendo altura en su movimiento hasta alcanzar el punto más bajo. La energía potencial se hace mínima en este lugar, a pesar de lo cual, la masa no se detiene y continúa su movimiento. Esto es gracias a una energía distinta, independiente de su trayectoria y del mecanismo que la origina, que le permite subir de nuevo, la energía cinética. A su vez, al alcanzar la altura máxima esta otra forma de energía desaparece, la energía potencial alcanza un máximo y se repite el proceso.
Para obtener una fórmula que exprese la energía asociada al movimiento hay que tener en cuenta que en el punto más bajo debe haber una cantidad de energía que le permita subir, de nuevo, hasta una cierta altura. Como esta energía se encuentra asociada al movimiento recibe el nombre de energía cinética. La energía cinética que alcanza en el punto más bajo es equivalente a su energía potencial máxima, es decir, al peso {\displaystyle P=mg} multiplicado por la altura {\displaystyle h} que puede alcanzar el péndulo en correspondencia con su velocidad: {\displaystyle E_{c}=Ph}. Si esta fórmula se expresa en función de las variables {\displaystyle v}, velocidad del movimiento, y {\displaystyle g}, aceleración del movimiento, se obtiene: {\displaystyle E_{c}={{\frac {1}{2g}}Pv^{2}}}, dado que {\displaystyle h={\frac {v^{2}}{2g}}}. Esto se debe a que la energía mecánica del péndulo se conserva y toda la energía potencial que almacena, a una altura máxima {\displaystyle h}, se transforma en energía cinética máxima, debida al movimiento con velocidad {\displaystyle v} en su parte más baja.
El hecho de que el movimiento lleve asociada una energía no tiene nada que ver con que el péndulo se encuentre en un campo gravitatorio. La fórmula deducida anteriormente para la energía cinética es incorrecta para grandes velocidades por la necesidad de realizar una corrección relativista.

#### Rotación

El péndulo cónico puede actuar como un selector de velocidades, a mayor par de fuerzas ejercido sobre el péndulo, mayor velocidad alcanzará, mayor será su energía cinética de rotación y, por tanto, mayor será la altura alcanzada.

Se va a deducir la expresión de la energía cinética de un cuerpo sólido que gira alrededor de un eje con una velocidad angular {\displaystyle \omega } y está sometido a un par de fuerzas de momento {\displaystyle \tau }. En lugar de la noción de masa m hay que emplear el momento de inercia {\displaystyle I} del sólido respecto al eje de rotación, en lugar de distancias hay que emplear ángulos {\displaystyle \theta } y en lugar de aceleraciones lineales {\displaystyle a} hay que emplear aceleraciones angulares {\displaystyle \alpha }.
El trabajo {\displaystyle W} producido por el par de fuerzas {\displaystyle \tau } al realizar un desplazamiento angular de {\displaystyle \theta _{1}} a {\displaystyle \theta _{2}} viene expresado por la integral entre {\displaystyle \theta _{1}} y {\displaystyle \theta _{2}} del trabajo elemental {\displaystyle \tau } {\displaystyle \delta \theta }:
{\displaystyle W=\int _{\theta _{1}}^{\theta _{2}}\tau \cdot \delta \theta }
Si el par de fuerzas {\displaystyle \tau } fuera constante y el ángulo descrito finito {\displaystyle \Delta \theta =\theta _{2}-\theta _{1}} la expresión general se reduciría al producto del par ({\displaystyle \theta }) por el desplazamiento angular {\displaystyle (\theta _{2}-\theta _{1})}:
{\displaystyle W=\tau \cdot \Delta \theta }
En un caso general de dinámica de la rotación donde la ley de Newton queda sustituida por {\displaystyle \tau =I\alpha } el trabajo elemental realizado sería 
{\displaystyle \tau d\theta =I\alpha d\theta =I{\frac {d\omega }{dt}}d\theta =I\omega d\omega =I{\frac {1}{2}}d(\omega ^{2})} y la variación de la energía cinética correspondiente quedaría representa por la expresión:
{\displaystyle W=\int _{\omega _{1}}^{\omega _{2}}I{\frac {1}{2}}d(\omega ^{2})=({\frac {1}{2}}I(\omega _{2})^{2}-{\frac {1}{2}}I(\omega _{1})^{2})=Ec_{2}-Ec_{1}}
Donde {\displaystyle \omega _{1}} y {\displaystyle \omega _{2}} representan los valores de la velocidad angular y {\displaystyle \alpha _{1}} y {\displaystyle \alpha _{2}} los de la aceleración angular del sólido en las situaciones 1 y 2, respectivamente. Este es el Teorema de la Energía cinética para un trabajo realizado por un par de fuerzas en un desplazamiento angular.
La expresión de la energía cinética de rotación, es, pues,
{\displaystyle E_{c}={\frac {1}{2}}I\omega ^{2}}.

Un ejemplo de interés es el péndulo cónico del longitud {\displaystyle l}, que actúa como un selector de velocidades, a mayor par de fuerzas ejercido sobre el péndulo, mayor velocidad alcanzará, mayor será su energía cinética de rotación y mayor, será, por tanto, la altura alcanzada. Esto se debe a que el ángulo {\displaystyle \phi } que forma con la vertical aumenta al aumentar la velocidad angular, según la ley {\displaystyle cos\phi ={\frac {g}{l.\omega ^{2}}}}
La potencia instantánea desarrollada en el movimiento de rotación, si el par {\displaystyle \tau } es constante, viene expresada por:
{\displaystyle P={\frac {dW}{dt}}=\tau \cdot \omega }

### Energía potencial

#### Energía potencial gravitatoria

En este ejemplo, un satélite está orbitando alrededor de la Tierra atraído únicamente por una fuerza gravitatoria, que es una fuerza conservativa, por lo tanto la energía mecánica se conserva. Al ser un movimiento circular, la energía potencial depende de la altura del satélite y es constante, por lo tanto la energía cinética es también constante. En consecuencia, el módulo de la velocidad del satélite es constante. En la imagen se representa la aceleración con un vector verde, y la velocidad con un vector rojo. Si la órbita que sigue el satélite fuera una elipse, la energía potencial y la energía cinética variarían con el tiempo pero su suma permanecería constante.

La fuerza gravitatoria (atractiva) que la Tierra ejerce sobre un cuerpo de masa {\displaystyle m} viene dada por la expresión:
{\displaystyle F_{g}=G{\frac {m_{T}m}{r^{2}}}}
donde {\displaystyle m_{T}} es la masa de la Tierra, {\displaystyle r} la distancia del cuerpo al centro de la Tierra y G es la constante de gravitación universal la cual tiene un valor aproximadamente igual a 6,6742 × 10−11 N.m²/kg².
La expresión del trabajo realizado por la fuerza gravitatoria al desplazarse el cuerpo desde la altura {\displaystyle r_{1}} hasta la altura {\displaystyle r_{2}} será la siguiente:
{\displaystyle W_{grav}=\int _{r_{1}}^{r_{2}}F_{r}\cdot dl}
Donde {\displaystyle F_{r}} es la componente radial (tomada según la vertical) de la fuerza gravitatoria {\displaystyle F_{g}} y {\displaystyle dl} una pequeña variación de la altura.
Sustituyendo la componente {\displaystyle F_{r}} en la expresión del trabajo {\displaystyle W}, se obtiene para el trabajo de la fuerza gravitatoria:
{\displaystyle W_{grav}=-Gm_{T}m\int _{r_{1}}^{r_{2}}{\frac {dr}{r^{2}}}=G{\frac {m_{T}m}{r_{2}}}-G{\frac {m_{T}m}{r_{1}}}=U_{2}-U_{1}}
Donde {\displaystyle U=-G{\frac {m_{T}m}{r}}} es la expresión de la energía potencial gravitatoria. Obsérvese que la energía potencial se anula en el infinito (a distancias muy grandes) y va creciendo en módulo al aproximarse al centro de la Tierra. O sea que se está midiendo el valor de la energía potencial con respecto a un punto muy alejado donde se considera que se encuentra el origen de energías potenciales.
En el supuesto de que la órbita descrita fuera circular, lo cual puede aproximarse bastante a la realidad, la velocidad del satélite sería constante y el movimiento descrito circular uniforme. Llamando {\displaystyle v} a la velocidad, {\displaystyle T} al periodo empleado por el satélite en recorrer la órbita y {\displaystyle r} la altura del mismo medido con relación al centro de la tierra se puede aplicar la segunda ley de Newton, la fuerza que actúa es la gravitatoria, la masa del satélite es {\displaystyle m} y la aceleración es la aceleración centrífuga {\displaystyle a={\frac {v^{2}}{r}}}. por lo tanto la situación de equilibrio dinámico requiere: {\displaystyle G{\frac {m_{T}m}{r}}={\frac {mv^{2}}{r}}}, de donde despejando {\displaystyle v} se obtiene {\displaystyle v={\sqrt {G{\frac {m_{T}}{r}}}}}.
De aquí se deduce que la velocidad del satélite no depende de su masa, sino única y exclusivamente de la masa de la Tierra y de la altura medida con respecto al centro de la misma. 
En segundo lugar, el período {\displaystyle T} que tarda el satélite en describir una órbita completa se obtiene de la siguiente expresión: 
{\displaystyle v={\frac {2\pi r}{T}}}
por ello, despejando la T y sustituyendo la expresión de la v, se obtiene: 
{\displaystyle T=2\pi r{\sqrt {\frac {r}{Gm_{T}}}}={\frac {2\pi r^{3/2}}{\sqrt {Gm_{T}}}}}
Se puede observar que cuanto más grande sea la órbita, menor será la velocidad y mayor el período del satélite .

#### Energía potencial gravitatoria en las proximidades de la superficie terrestre

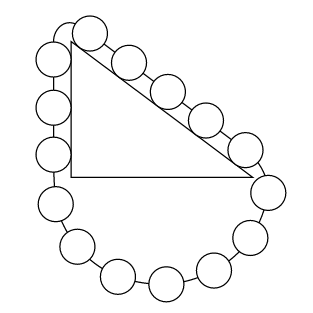
Epitafio de Stevin: El número de bolas de la cadena, que 'cuelgan' en la vertical del plano inclinado, proporciona una idea intuitiva de la energía potencial de la parte de la cadena que yace sobre el plano inclinado. A menor altura h, menos bolas tiene la cadena en la parte vertical y menor será, por tanto, la energía potencial de la cadena que yace en el plano vertical y viceversa (cadena en equilibrio).

La expresión de la energía potencial gravitatoria en las proximidades de la superficie terrestre adquiere una forma sencilla y muy empleada en la práctica. Sin embargo no se toma el infinito como origen de energía potencial, como se ha hecho en el párrafo anterior, sino que resulta mucho más práctico tomar la superficie de la Tierra como origen de energía potencial ( energía potencial cero ). Se va a deducir la expresión de esta energía. Para ello, la posición del cuerpo de masa {\displaystyle m} se mide por la altura {\displaystyle h} que posee medida con respecto al suelo y tomada según la vertical. La condición de proximidad del cuerpo a la superficie terrestre se expresa matemáticamente mediante la condición {\displaystyle h<<R_{T}}, donde {\displaystyle R_{T}} representa el radio terrestre.
{\displaystyle E_{p}(h)=(-G{\frac {m_{T}m}{R_{T}+h}})-(-G{\frac {m_{T}m}{R_{T}}})=m{\frac {Gm_{T}}{R_{T}^{2}}}h=mgh}
donde {\displaystyle g={\frac {Gm_{T}}{R_{T}^{2}}}}es una constante ( obtenida a partir de otras tres constantes ) que presenta dimensiones de aceleración y es la aceleración de la gravedad sobre la superficie de la tierra.
{\displaystyle E_{p}(h)=mgh} es la expresión bien conocida de la energía potencial {\displaystyle E_{p}(h)} debida al peso {\displaystyle P=mg} de una masa {\displaystyle m} cerca de la superficie de la Tierra a una altura {\displaystyle h} por encima de su posición más baja.
Una manera intuitiva de conocer la energía potencial debida al peso de un cuerpo es debida al matemático Simon Stevin. En su epitafio figura una cadena en equilibrio sobre un plano inclinado. El número de bolas que permanecen en la parte vertical del plano proporciona una idea de la energía potencial de las bolas sobre el plano inclinado. Si el plano tuviera más pendiente, mayor sería en número de bolas en la parte vertical y mayor sería la energía potencial de las bolas sobre el plano inclinado. Y viceversa, si la altura va disminuyendo, menor será el número de bolas en la vertical y menor su energía potencial hasta llegar a la altura {\displaystyle h=0} donde en la vertical no hay ninguna bola y correspondientemente la energía potencial de la cadena sería cero.

#### Energía potencial elástica

El sistema mecánico oscilatorio más sencillo: una masa m sujeta a un muelle de constante elástica k. El cuerpo oscila en el eje x.

Como ya se mencionó en la introducción, el sistema más simple para poder analizar el comportamiento de las fuerzas elásticas es el resorte aplicado a un bloque de pequeñas dimensiones y de masa m. Para mantener un resorte estirado en una longitud {\displaystyle x} más allá de su longitud natural o de equilibrio, hay que aplicar una fuerza cuyo módulo puede expresarse como: {\displaystyle |F_{x}|=k|x|}, donde {\displaystyle k} es la constante elástica del resorte que se mide en N/m en el SI. Cuando el resorte se encuentra estirado o comprimido, con un extremo fijo y en el otro está sujeta la masa, aparece una fuerza recuperadora {\displaystyle F_{x}} sobre esta masa sujeta al muelle igual y de sentido contrario, de manera que {\displaystyle F_{x}=-kx} y esta fuerza tiende siempre a llevar a la masa a la posición de equilibrio, donde el muelle está en su longitud natural (tanto si se ha estirado como si se ha contraído). Esta expresión establece una relación lineal entre la fuerza elástica y la distancia {\displaystyle x} que se ha comprimido o estirado el muelle, y se conoce como ley de Hooke.
Si se quiere calcular el trabajo de la fuerza elástica realizado sobre la masa sujeta al muelle en el extremo libre, basta estirar la masa una distancia {\displaystyle x} y observar el desplazamiento hacia la posición de equilibrio {\displaystyle x=0}, producido por la fuerza elástica {\displaystyle F_{x}}. El trabajo realizado por la fuerza elástica queda almacenado en el resorte en forma de energía potencial elástica {\displaystyle E_{p}}. Se puede calcular este trabajo de la fuerza elástica actuando sobre la masa de manera más intuitiva como el área bajo la recta {\displaystyle F_{x}=kx}, con la relación lineal entre la fuerza elástica {\displaystyle F_{x}} y la variable {\displaystyle x}, que representa la cantidad estirada o comprimida del muelle. Como la fuerza recuperadora del muelle es conservativa, se puede relacionar este trabajo con la energía potencial disponible para la masa, en función de la distancia {\displaystyle x} y la energía almacenada en el muelle.
Para calcular dicho trabajo, resulta de interés recurrir a la representación gráfica de la ley lineal {\displaystyle F_{x}=kx} y calcular el trabajo {\displaystyle W} realizado en contra de la fuerza elástica para trasladar la masa sujeta al muelle, estirándola desde la posición de equilibrio {\displaystyle x=0} hasta una posición {\displaystyle x>0}. Por tanto, si se representa en una figura la elongación {\displaystyle x} en el eje horizontal y la fuerza {\displaystyle F_{x}} en el eje vertical, la ley de Hooke viene descrita por una recta de pendiente {\displaystyle k}.

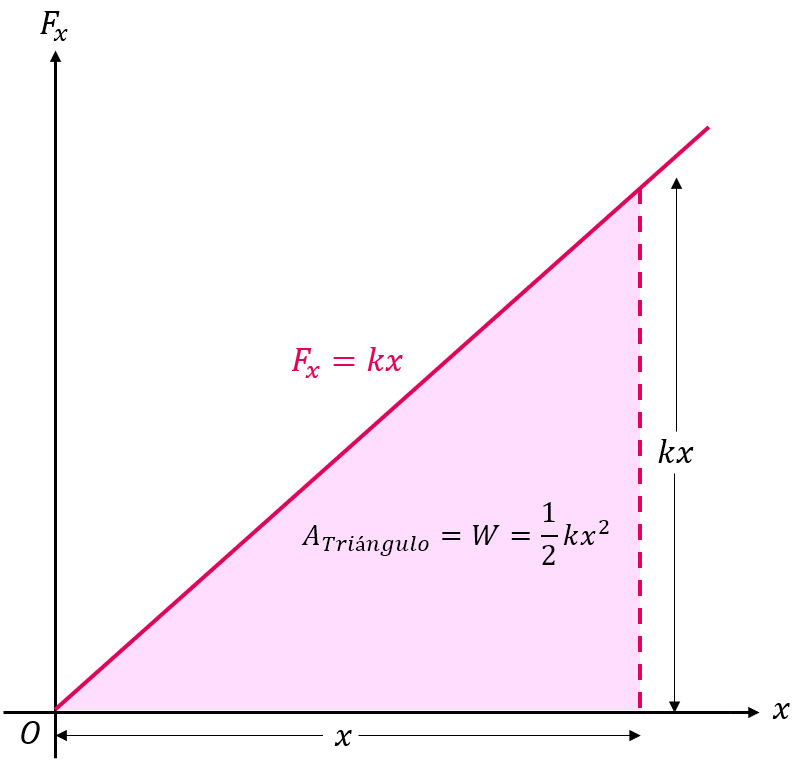
El área bajo la recta representa el trabajo realizado por la fuerza.

El trabajo realizado en contra de la fuerza elástica para trasladar la masa m desde la posición de reposo {\displaystyle (x=0)} hasta la posición {\displaystyle x} será: {\displaystyle W=\int _{0}^{x}F_{x}\,dx=\int _{0}^{x}kx\,dx={1 \over 2}kx^{2}}, que gráficamente corresponde con el área del triángulo comprendido entre {\displaystyle 0} y {\displaystyle x}. Como se ha comentado, la fuerza elástica es conservativa y su trabajo representa la variación de una energía potencial que almacena el muelle en función de la elongación {\displaystyle x} y de la que dispone la masa m en su movimiento oscilatorio. Esta energía potencial elástica que adquiere la masa sujeta al muelle, cuando está en la posición {\displaystyle x}, es: {\displaystyle E_{p}={1 \over 2}kx^{2}}
El trabajo realizado sobre la masa m, en contra de la fuerza elástica, en un estiramiento de {\displaystyle x_{1}} a {\displaystyle x_{2}} vendrá dado por la expresión:
Lo que representa el incremento de energía potencial elástica que adquiere la masa m al estirar el muelle de {\displaystyle x_{1}} a {\displaystyle x_{2}}. Si el resorte se comprime respecto de su longitud natural, en lugar de estirarse, los razonamientos son análogos pero la elongación {\displaystyle x} del muelle respecto de su posición de equilibrio será negativa. De esta forma la masa m oscilará en torno a la posición de equilibrio {\displaystyle x=0} entre una posición de máximo estiramiento {\displaystyle x_{max}} y otra de máxima compresión {\displaystyle -x_{max}}. La energía potencial elástica será máxima en las posiciones extremas de alargamiento y compresión y será cero en el equilibrio.
Si sobre el cuerpo que actúa la fuerza elástica también actúa la fuerza gravitatoria, por tener una masa {\displaystyle m}, como ambas son conservativas tienen asociadas una energía potencial. La energía potencial total que adquiere entonces el cuerpo, en virtud de su posición, será la suma de las energías potencial gravitatoria y elástica: {\displaystyle E_{p}=E_{p(elast.)}+E_{p(grav.)}}.

### Otras formas de energía
Se acaba de considerar cómo la energía debida a la fuerza elástica que se manifiesta cuando el resorte está bajo tensión o bajo compresión. Si un pequeño bloque sujeto a un resorte comprimido se coloca en posición horizontal (para que el efecto de la gravedad no afecte al sistema) y se suelta se puede observar su movimiento oscilatorio al estirarse y comprimirse el muelle de forma alternativa, pasando cada vez por la posición de equilibrio. Debido a la resistencia del aire, el bloque al cabo de un cierto tiempo, llega a pararse. Sucede entonces que toda la energía potencial de la cual se disponía el bloque al principio en forma de energía potencial elástica acaba por disiparse al exterior en forma de calor. El calor es, por tanto, otra forma de energía originada por el movimiento de las partículas que componen la estructura interna del material sólido del que está construido el resorte. Esta nueva manifestación de energía representa la agitación térmica de las moléculas de aire del entorno que hace que aumente la temperatura del mismo.
Existen otras muchas formas de energía de las que se hará una breve descripción.La energía eléctrica que está relacionada con el movimiento de las cargas eléctricas; la energía radiante, que es la energía electromagnética que transportan las ondas del espectro electromagnético, de especial interés cuando están en la región del espectro visible. Mención de interés también la energía química que es la que se libera en las reacciones químicas, y la energía nuclear cuyas fuerzas rigen las leyes de las partículas dentro del núcleo.
Cuando se consideran partículas con velocidades muy elevadas (próximas a la velocidad de la luz en el vacío), de acuerdo con la teoría de la relatividad, es preciso modificar las expresiones de la energía cinética de dichas partículas. Considerando una partícula de masa {\displaystyle m}, como en la expresión relativista la masa depende de la velocidad {\displaystyle m(v)},su masa de reposo {\displaystyle m_{0}} posee ya una energía {\displaystyle m_{0}c^{2}}, donde {\displaystyle c} es la velocidad de la luz en el vacío y la energía total de la partícula es {\displaystyle E=mc^{2}}. Además la energía cinética de la partícula relativista se puede calcular en función de su energía total y de su energía en reposo: {\displaystyle E_{c}=mc^{2}-m_{0}c^{2}}. Si la velocidad de la partícula es mucho menor que la de la luz la expresión anterior queda reducida a la ya conocida {\displaystyle E_{c}={\frac {1}{2}}mv^{2}}. La expresión de la energía relativista {\displaystyle E=mc^{2}} aporta un significado importante, cuando se analiza el principio de conservación de la energía, ya que tiene en cuenta la energía que posee un cuerpo como consecuencia de su masa. Cuando se apela a este principio en su expresión más general, está implícita la equivalencia masa-energía de la Relatividad Especial. Existen muchas formas de energía y la energía debida a la masa se puede considerar como una de ellas. A modo de ejemplo, se presenta un ejemplo de conservación de la energía que tiene en cuenta la energía asociada a la masa de las partículas. Si en un equipo de PET colisionan un positrón y un electrón, ambos con la misma masa en reposo, como resultado de su aniquilación dan lugar a una cantidad determinada de energía radiante equivalente, que se puede medir y calcular en la experiencia. Para ello basta conocer, en el momento de la colisión, la masa de las dos partículas que se aniquilan mutuamente, liberando, de esa forma, la energía debido a la masa que contienen:
{\displaystyle E=m_{e}c^{2}+m_{p}c^{2}}

## Pérdida de la energía mecánica

### Calor

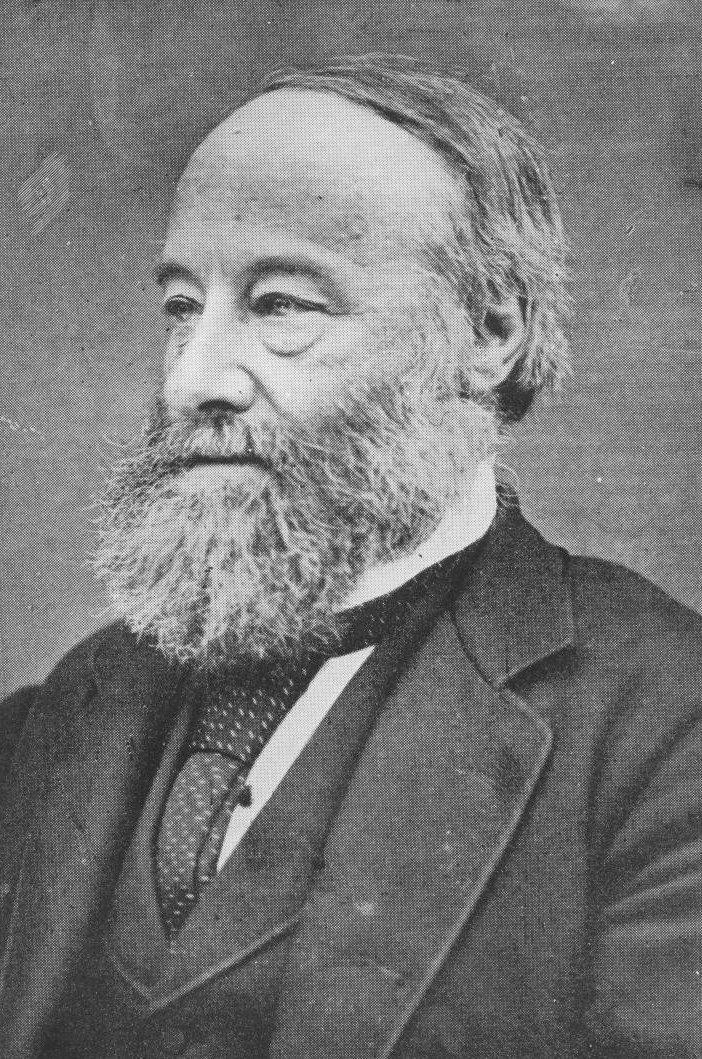
James Prescott Joule

El calor es una forma de transferencia de energía entre un sistema y el medio que lo rodea. Al analizar el origen microscópico de esa transferencia de energía, observamos que al recibir calor del exterior las moléculas que constituyen el sistema, se produce un aumento de la energía cinética promedio de las mismas, es decir, un aumento de su energía cinética de agitación térmica y viceversa, una disminución de su energía cinética promedio, significa una transferencia de energía en forma de calor al exterior. Sin embargo, la energía almacenada en un sistema no es calor, como tampoco lo es el trabajo, ambas magnitudes físicas representan una energía en tránsito que es absorbida o cedida por los cuerpos. Además, el calor se suele disipar en los alrededores del sistema, lo que significa una pérdida de la energía por parte de los cuerpos que intervienen en el proceso. En 1845, James Prescott Joule publicó un trabajo "The Mechanical Equivalent of Heat", en el que obtiene un valor numérico concreto para la cantidad de trabajo mecánico que se necesita para producir una unidad de calor, es el equivalente mecánico del calor que permite expresar la unidad de calor, la caloría, en julios.
La unidad del calor en el SI es el julio (J), aunque también se puede expresar en calorías (unidad tradicional para el calor):
1 (caloría) = 4,1840 (julios)
El calor es una forma de intercambio de energía en los sistemas físicos cuando éstos están sujetos a una serie de procesos en los que absorben o ceden energía. Un sistema al absorber calor y aumentar su energía interna, aumenta su temperatura. La noción de temperatura está relacionado con el estado de agitación térmica de las partículas que componen el sistema. Por ello, cuando no hay un intercambio de energía con el exterior, se dice que el sistema está en equilibrio térmico y los objetos que componen el sistema tendrán todos la misma temperatura y e igual a la de los alrededores.
Para que haya equilibrio térmico entre dos sistemas, las energías cinéticas promedio de las partículas de los sistemas que interactúan tienen que ser las mismas. Esto se debe a que la energía cinética promedio del sistema es una medida de su estado de agitación térmica.
Definiendo la energía cinética promedio (por partícula) para un sistema de {\displaystyle N} partículas cada una de ellas de masa {\displaystyle m_{i}\;(i=1,2,3,...N)} como:
{\displaystyle E_{c}={\frac {1}{N}}(\Sigma _{i}{\frac {1}{2}}m_{i}v_{i}^{2})}
-{\displaystyle N} es el número total de partículas
-{\displaystyle v_{i}} es la velocidad de la partícula i-esima del sistema
Aplicado a un gas conteniendo N moléculas, la forma aproximada de su energía cinética es: {\displaystyle E_{c}={\frac {1}{2}}Nm{\overline {v^{2}}}}, siendo {\displaystyle m{\overline {v^{2}}}} la velocidad cuadrática media de las molécula del gas. Además, la teoría cinética de gases afirma que la velocidad cuadrática media de las moléculas se puede expresar como: {\displaystyle {\overline {v^{2}}}={3k_{B}T \over m}}, siendo {\displaystyle k_{B}} la constante de Boltzmann y {\displaystyle m} la masa molecular. De modo que la temperatura absoluta del gas {\displaystyle \displaystyle T} se puede expresar en función de la energía cinética {\displaystyle E_{c}} del sistema como:
{\displaystyle \displaystyle T={m{\overline {v^{2}}} \over 3k_{B}}}
y, por tanto, la temperatura,
{\displaystyle \displaystyle T={\frac {2}{3}}{\frac {E_{c}}{Nk_{B}}}},
este es un resultado importante de la teoría cinética: "el promedio de la energía cinética de las moléculas es proporcional a la temperatura absoluta del gas ideal". 
Así la temperatura aparece como una cantidad relacionada con la energía cinética promedio de las partículas del sistema. Se puede afirmar que:
dos sistemas en equilibrio térmico deben estar a la misma temperatura, y que la energía se puede intercambiar en forma de calor solamente cuando la temperatura de dos sistemas es diferente, transfiriéndose el calor de forma natural desde el cuerpo de mayor al de menor temperatura (sentido de la flecha de un proceso irreversible). El sentido de la flecha (único sentido en el que se realiza el proceso) en los procesos naturales, viene regulado por el segundo principio de la Termodinámica a través de la función entropía. La función entropía del sistema sumada a la de los alrededores que interactúan con él, siempre aumenta cuando tiene lugar un proceso irreversible.

#### Trabajo de las fuerzas no conservativas
El trabajo realizado por las fuerzas disipativas, de fricción o no conservativas, se manifiesta como una pérdida de la energía mecánica {\displaystyle \Delta E_{mec}}. Tiene su origen en las fuerzas de fricción entre sólidos, que proporcionan el trabajo mecánico W que da finalmente la pérdida de energía, cuando el cuerpo está en movimiento sobre una superficie poco pulida y se mide su energía mecánica al inicio y al final del recorrido: de forma que {\displaystyle E_{final}-E_{inicial}=\Delta E_{mec}} y {\displaystyle \Delta E_{mec}=W_{no\ conservativas}}. Este tipo de fuerzas no derivan de una energía potencial a diferencia de las fuerzas conservativas como la gravedad o la fuerza elástica. Si bien las fuerzas disipativas tienen leyes empíricas cuyos efectos se manifiestan en deformaciones de los sólidos y en pérdidas de la energía mecánica, tienen su origen, a nivel molecular de la materia, en las fuerzas electromagnéticas. Así, la pérdida de energía mecánica se intercambia con el exterior en forma de calor. Si consideramos toda la energía disponible incluida la pérdida en forma de calor por el cuerpo sujeto a fuerzas disipativas, ésta debe ser la misma que la energía mecánica inicial. En este sentido se habla de un principio de conservación de la energía más general: La energía total de un sistema aislado permanece constante, que Albert Einstein generalizó en su principio de equivalencia de masa-energía

### Fuerzas de fricción

#### Trabajo de la fuerza de rozamiento
La fuerza de rozamiento es una fuerza que se opone al movimiento. Si se considera una fuerza {\displaystyle F} constante, el trabajo {\displaystyle W} realizado la fuerza sobre un objeto, le produce un desplazamiento {\displaystyle \Delta x>0} positivo
{\displaystyle W={\vec {F}}.\,{\overrightarrow {\Delta x}}=F\Delta x\,cos\theta }
Si {\displaystyle F} es una fuerza de rozamiento tendrá signo opuesto al desplazamiento y por tanto en ángulo entre la fuerza y el vector desplazamiento {\displaystyle \theta =\pi } y, en consecuencia, el trabajo {\displaystyle W} realizado también será negativo.
{\displaystyle W=-F\,\Delta x<0}

#### Fricción entre sólidos

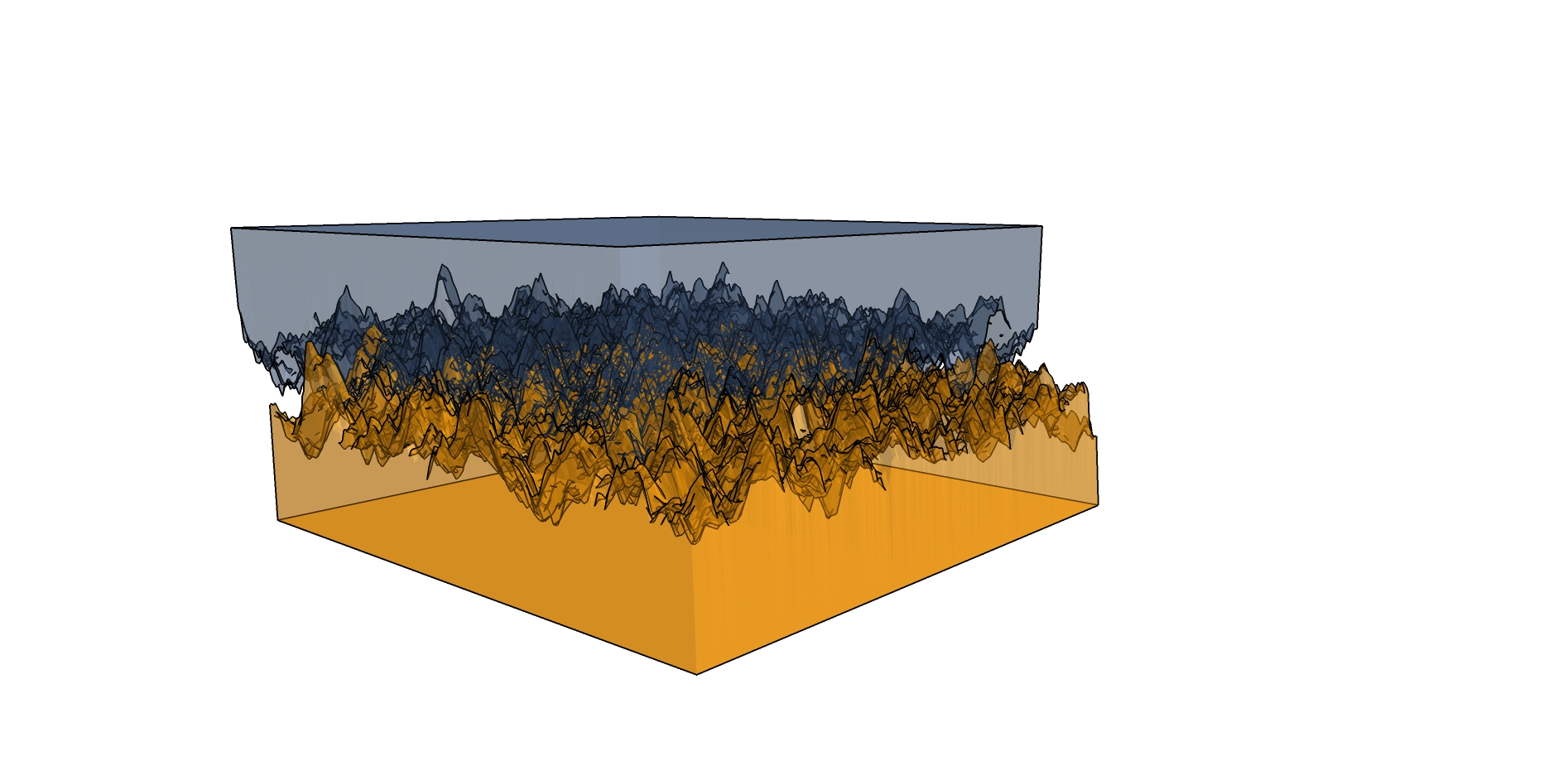
Fricción entre dos superficies sólidas

##### Ley de conservación de la energía cuando aparecen fuerzas de fricción

Un bloque se desplaza horizontalmente sujeto a una fuerza de rozamiento, y como consecuencia esta fuerza realiza un trabajo. Como no es conservativa, el trabajo total que realiza en el viaje de ida y vuelta no es nulo, todo lo contrario a lo que ocurriría si la fuerza fuera conservativa.

Debido a la fricción entre sólidos, hay una disipación en forma de calor hacia el exterior de los mismos. Esto es debido a la rugosidad que presentan las superficies comunes de separación que provoca un cambio en la energía mecánica de los sólidos sujetos a fuerzas de fricción, liberándola en forma de calor y también deformando los cuerpos. Si se considera la estructura interna de los dos cuerpos cuyas superficies están sujetas a fricción, puede haber un cambio en su estructura como consecuencia del rozamiento dinámico. En ese caso, la energía asociada al cambio de su estructura o al cambio de la temperatura de los dos cuerpos provoca un cambio o variación en la energía interna del material o materiales implicados que no será considerada. Los cuerpos sujetos a fricción se calientan aumentando su temperatura hasta llegar a una temperatura de equilibrio. Una vez llegan a su temperatura de equilibrio, se inicia la pérdida de energía en forma de calor al exterior de los cuerpos. Lo que siempre se ha de tener en cuenta, por tanto, es la disipación de energía, en forma de calor al exterior, como consecuencia del trabajo de las fuerzas de fricción. En el caso del bloque de masa {\displaystyle m} deslizándose por la superficie rugosa, este trabajo es igual a la disminución de la energía cinética del bloque que al ir disminuyendo su velocidad acaba parándose. Con ayuda del teorema de la energía cinética, TEC, se puede verificar este razonamiento. Si se calcula la variación de energía mecánica del bloque al deslizarse sobre una superficie horizontal poco pulida desde una posición 1 con una velocidad {\displaystyle v_{1}} hasta una posición 2 con una velocidad {\displaystyle v_{2}}, aplicando el TEC, se obtiene:
{\displaystyle \Delta E_{mec}=E_{mec_{1}}-E_{mec_{2}}=\Delta E_{c}={1 \over 2}mv_{2}^{2}-{1 \over 2}mv_{1}^{2}=W_{dis}}
El cálculo del trabajo de la fuerza disipativa {\displaystyle W_{dis}} se obtiene expresando la fuerza de rozamiento del bloque con la superficie como 
{\displaystyle F_{dis}=-\mu N}, siendo {\displaystyle \mu } el coeficiente de rozamiento entre ambas superficies y {\displaystyle N} la fuerza normal de presión entre ambas, permite obtener
{\displaystyle W_{dis}=-\mu N\Delta x}, negativo por ser siempre el sentido del desplazamiento opuesto a la fuerza de rozamiento. De esta forma, el TEC se expresa:
{\displaystyle \Delta E_{mec}=\Delta E_{c}={1 \over 2}mv_{2}^{2}-{1 \over 2}mv_{1}^{2}=-\mu N\Delta x<0},
por lo que {\displaystyle v_{2}<v_{1}} y {\displaystyle E_{mec_{2}}<E_{mec_{1}}}, como se quería justificar.
Por ello se puede afirmar que la disminución (signo negativo) en la energía mecánica es igual al trabajo efectuado por las fuerzas de fricción o de rozamiento. Para analizar la diferencia entre el trabajo realizado por una fuerza disipativa y una conservativa se muestra, a continuación, el resultado del trabajo realizado en un ciclo, en dos ejemplos distintos, uno por la fuerza de fricción y otro por la fuerza conservativa del peso. Cuando se quiere calcular el trabajo total de la fuerza de rozamiento {\displaystyle W_{dis}}, de ida y vuelta, al desplazarse el cuerpo por una superficie rugosa una distancia {\displaystyle d}, este trabajo total es negativo y en valor absoluto es dos veces el de ida. En efecto, si la fuerza de rozamiento del bloque con la superficie es: {\displaystyle F_{dis}=-\mu N}, siendo {\displaystyle \mu } el coeficiente de rozamiento entre ambas superficies y {\displaystyle N} la fuerza normal de presión entre ambas,{\displaystyle W_{dis}(total)=W_{dis}(ida)+W_{dis}(vuelta)=-\mu Nd-\mu Nd=-2\mu Nd<0}.

Ejemplo del trabajo de una fuerza conservativa, el peso, en el viaje de ida y vuelta. Un ascensor con una persona dentro sube y baja. Se considera el trabajo realizado contra la fuerza del peso (de la persona y el ascensor) al subir, sumado al trabajo debido al citado peso al bajar. Como ambos trabajos son exactamente iguales pero de signo contrario, el trabajo total, será cero.

Por contraposición, si la fuerza fuera conservativa el trabajo total realizado por la fuerza sobre el bloque ida y vuelta (un ciclo), sería cero. Es el caso del trabajo realizado para elevar poco a poco (pasando por sucesivas posiciones de equilibrio) un cuerpo de masa {\displaystyle m} una altura {\displaystyle h} en contra de la gravedad y luego realizar el trabajo en sentido contrario, a favor de la gravedad, recorriendo el camino inverso. Ahora, el trabajo total, es nulo porque son trabajos iguales y opuestos y no habría, pérdida de energía mecánica en el sistema.
Por tanto, considerando el trabajo de la fuerza de fricción sobre el bloque deslizándose por la superficie rugosa, la energía mecánica {\displaystyle \ E_{mec}} del cuerpo no se conservará:
{\displaystyle \Delta E_{mec}=W_{dis}=W_{no-conserv}<0} que corresponde a una disminución de la energía mecánica del bloque.
A continuación, se analiza la variación de la energía mecánica de un sistema en movimiento en un ejemplo más general, considerando que el bloque se traslada por un plano inclinado de superficie poco pulida teniendo, en una posición inicial, unas energías cinética {\displaystyle E_{c1}} y potencial debida al peso {\displaystyle E_{p1}} después de haber recorrido una distancia sobre la superficie rugosa hasta llegar a una posición final de energías {\displaystyle E_{c2}} y {\displaystyle E_{p2}} respectivamente. Si la energía mecánica se escribe como suma de las energías cinética y potencial debida al peso del bloque, {\displaystyle E_{mec}=E_{c}+E_{p}}, el principio de conservación de la energía se podrá expresar como: 
{\displaystyle E_{c_{2}}-E_{c_{1}}=W_{conserv}+W_{dis}=E_{p_{1}}-E_{p_{2}}+W_{dis}}, o también, {\displaystyle E_{mec_{2}}=E_{mec_{1}}+W_{dis}}.
Como {\displaystyle W_{dis}<0}, {\displaystyle E_{mec_{1}}=E_{mec_{2}}+|W_{dis}|}, o bien, {\displaystyle \Delta E_{mec}+|W_{dis}|=0}
Así, si se tiene en cuenta también la energía disipada al exterior del sistema, el principio de conservación de la energía conduce a un balance de energía en el que la energía mecánica de un sistema sujeto a fuerzas no conservativas, antes de sufrir la interacción con la fuerza disipativa, es igual a la energía mecánica del sistema después de sufrir dicha interacción más la energía disipada al exterior en forma de trabajo de la fuerza disipativa.

## Otras consideraciones del principio de conservación de la energía
La importancia de la ley de la conservación de la energía radica en la capacidad de poder analizar procesos sin entrar a considerar directamente las fuerzas que actúan sobre el sistema ni su movimiento como consecuencia de las mismas. Existen otras leyes de conservación análogas a la de la conservación de la energía para la conservación de otras magnitudes físicas, una de ellas es la conservación del momento lineal y otra es la conservación del momento angular.
En general, estos principios de conservación tienen una lectura distinta en mecánica clásica y en mecánica cuántica debido a la naturaleza continua de la materia a nivel macroscópico y discreta a nivel microscópico. Así, en mecánica cuántica, la energía de un fotón es un múltiplo entero de la constante de Planck, y la energía electromagnética en absorbida y emitida por los cuerpos, de manera análoga, en forma de cuantos.
Cabe destacar otras tres leyes de conservación: la conservación de la carga eléctrica, la de los bariones y la de los leptones. La primera se refiere a que el balance de partículas de carga positiva y de carga negativa de un sistema físico es siempre el mismo, incluso aunque estas partículas cargadas interaccionen entre sí. La segunda se refiere a que, al interaccionar entre sí dos núcleos atómicos, siempre el número de bariones después de la interacción será igual al número de bariones antes de la reacción. La conservación de los leptones afirma que lo mismo que sucede con los bariones, también sucede con los leptones, como confirma la experiencia. En mecánica cuántica cuando se analizan las interacciones entre las diferentes partículas fundamentales se observan ciertos tipos de interacción que están permitidas y son comunes, mientras que otras están prohibidas . Las permitidas están relacionadas con las leyes de conservación, invariancias o simetrías de las partículas y que están asociadas a específicos números cuánticos, además del número cuántico bariónico o el leptónico mencionados y recogidos por el modelo estándar.
Y por último se considera el concepto de conservación de la energía teniendo en cuenta la noción de la energía aprovechable. Las leyes que gobiernan la energía útil vienen dadas por la termodinámica e incorporan el concepto de entropía. Se puede producir energía a partir de una gran diversidad de fuentes: sol, lluvia, carbón, etc. Todas ellas son dependientes de la energía recibida del Sol. Esta producción de energía está gobernada por el Primer Principio de la termodinámica (ver más adelante) que es el de conservación de energía aplicada a sistemas de muchas partículas, las moléculas que componen la materia. Sin embargo algunas de estas transformaciones para producir energía útil, presentan ciertas limitaciones, reguladas por el Segundo Principio de la termodinámica.

### Energía en el movimiento de los fluidos
En la física está muy presente el principio de conservación de la energía para explicar los fenómenos que suceden en la naturaleza y en particular al tratar con el movimiento de fluidos (líquidos y gases). Cuando se trata con fluidos en movimiento por una conducción sobre la superficie de la Tierra y para explicar y calcular cómo se modifica su velocidad al variar su altura o presión, se debe aplicar el principio de Bernouilli (1738). Es un principio de conservación de la energía aplicado al fluido considerado como un continuo, incompresible (con densidad constante) que ignora las pérdidas debidas a la fricción. Aun considerando unas condiciones ideales, la ecuación de Bernouilli es capaz explicar fenómenos tan importantes como, el efecto Venturi, el efecto Magnus o la sustentación aerodinámica. 

#### La ecuación de Bernoulli

Ecuación de Bernoulli aplicada a un fluido en una conducción

Si se considera un fluido ideal que circula por una conducción de forma no uniforme y se analiza la variación de energía cinética y la variación de energía potencial de una rebanada del mismo en el tiempo que invierte en pasar de una posición que se llamará 1, a otra posición de la conducción que se llamará 2, la ecuación de conservación de la energía se expresará:
esta suma de variaciones de la energía cinética y de la energía potencial del sistema, es debida al trabajo realizado sobre los dos extremos del tubo por el fluido externo.
Para obtener la ecuación de Bernouilli se procede a desarrollar cada término de la ecuación de la conservación de la energía por unidad de volumen, en las dos posiciones 1 y 2 en función de su presión, velocidad y altura. Las condiciones físicas para la: primera rebanada son presión {\displaystyle p_{1}},velocidad {\displaystyle v_{1}} y altura medida respecto a una referencia dada {\displaystyle h_{1}}. Para la segunda presión {\displaystyle p_{2}},velocidad {\displaystyle v_{2}} y altura {\displaystyle h_{2}}.Si la densidad del fluido es {\displaystyle \rho }, la ecuación de conservación se expresa entonces como:
{\displaystyle {\frac {1}{2}}\rho \ \Delta V\ (v_{2}^{2}-v_{1}^{2})+\rho \ \Delta V\ g\ (h_{2}-h_{1})=A_{1}\ p_{1}\ \Delta s_{1}-A_{2}\ p_{2}\ \Delta s_{2}}
Esto se debe a que la variación de energía cinética {\displaystyle \Delta E_{c}} se escribe como {\displaystyle \Delta E_{c}={\frac {1}{2}}\Delta m\ v_{2}^{2}-{\frac {1}{2}}\Delta m\ v_{1}^{2}}, la variación de energía potencial {\displaystyle \Delta E_{p}} como {\displaystyle \Delta E_{p}=\Delta m\ gh_{2}-\Delta m\ gh_{1}}, debido al peso de la rebanada de fluido (que tiene la misma masa al pasar de una posición 1 a la otra 2), a la diferencia de alturas entre las dos rebanadas y expresando la masa de la rebanada como {\displaystyle \Delta m=\rho \ \Delta V}.
Además, el trabajo neto total realizado sobre el fluido en la conducción es {\displaystyle \Delta W=F_{1}\ \Delta s_{1}-F_{2}\ \Delta s_{2}} debido al trabajo realizado por el fluido externo en ambos extremos de la conducción y que el fluido situado en la parte derecha del punto 2 ejerce una fuerza {\displaystyle F_{2}} opuesta al desplazamiento {\displaystyle \Delta s_{2}} siendo, por tanto, su trabajo negativo. Finalmente, expresando la fuerza como el producto de la presión {\displaystyle p} por el área de la sección transversal {\displaystyle A}, teniendo en cuenta que el volumen de la rebanada es {\displaystyle \Delta V=A\ \Delta s} y dividiendo por {\displaystyle \Delta V} en los tres términos de la ecuación de conservación de la energía, se obtiene la ecuación de Bernouilli:
{\displaystyle p_{1}-p_{2}={\frac {1}{2}}\rho \ (v_{2}^{2}-v_{1}^{2})+\rho \ g\ (y_{2}-y_{1})}
La ecuación de Bernouilli indica que el trabajo efectuado sobre una unidad de volumen de fluido por el fluido circundante es igual a la suma de los cambios de energía cinética y potencial por unidad de volumen que suceden durante el proceso.
Una forma más práctica de expresar la ecuación es la siguiente:
{\displaystyle p_{1}+\rho \ g\ h_{1}+{\frac {1}{2}}\rho \ v_{1}^{2}=p_{2}+\rho \ g\ h_{2}+{\frac {1}{2}}\rho \ v_{2}^{2}=L=cte}
Se puede observar que todos los términos de la ecuación anterior representan energías por unidad de volumen. También puede interpretarse como una aplicación del principio de conservación de la energía por unidad de volumen a un fluido en movimiento.

### Primer principio de la termodinámica
El primer principio de la termodinámica es una forma de expresar el principio de conservación de la energía cuando sobre un sistema físico, sólido, líquido o gas, se realizan transferencias de calor y de trabajo desde el exterior del mismo. Más específicamente, suele aplicarse al funcionamiento de las máquinas térmicas, que al ser alimentadas con una cierta cantidad de calor {\displaystyle Q}, son capaces de realizar un trabajo mecánico {\displaystyle W}.
El aprovechamiento de la energía que genera una máquina térmica tanto para producir un trabajo mecánico, generar energía eléctrica como para funcionar como máquina frigorífica, debe cumplir, en primer lugar, el citado principio de la conservación de la energía. Tanto el trabajo realizado como el calor tomado del exterior se manifiestan como variaciones de la energía interna del sistema {\displaystyle U} (energía de las moléculas que componen el sistema).
El primer principio se expresa diciendo que el calor {\displaystyle Q} suministrado a una máquina térmica se emplea en realizar un trabajo {\displaystyle W} y en modificar su energía interna {\displaystyle U}, 
Primer Principio de la Termodinámica: {\displaystyle Q=W+\Delta U}, donde {\displaystyle \Delta U} es la variación de la energía interna sufrida por el sistema al intercambiar calor y trabajo con el exterior.
La aplicación del Primer Principio de la Termodinámica presenta algunas restricciones expresadas en el segundo principio de la termodinámica que establecen un límite añadido a la producción máxima de trabajo. El límite impuesto por el Segundo Principio da lugar a la máquina térmica reversible distinguiéndola, a su vez, de la no-reversible, de menor rendimiento.
Para una posible aplicación práctica de estos dos principios podría acudirse a los equipos generadores de energía. En las centrales térmicas se produce el calor por la combustión de un combustible (carbón, petróleo, gas, etc.). En las centrales nucleares el calor se produce a partir de la energía nuclear. En ambos casos existe un fluido (agua) que se calienta hasta ser transformado en vapor muy caliente. El vapor mueve una turbina produciendo un trabajo. El vapor residual se ha enfriado y abandona la turbina, pero todavía posee un incremento de energía interna respecto al agua que se calentó. Ese incremento de energía interna no genera trabajo y se elimina al exterior refrigerando el vapor hasta recuperar el agua, la cual queda lista para un nuevo calentamiento.
El razonamiento del párrafo anterior ha consistido en una aplicación del Primer Principio de la Termodinámica. El razonamiento puede continuarse por aplicación del principio de conservación de la energía, observando que el trabajo desarrollado por la turbina es transmitido en la propia central a un alternador. El alternador genera energía eléctrica que es distribuida a los usuarios a través de una red eléctrica. Los usuarios transformarán la energía eléctrica en trabajo, en calor o en otros tipos de energía.

### Energía en los movimientos vibratorios

#### Energía en el movimiento armónico simple
Para analizar el movimiento oscilatorio más sencillo, el M.A.S., se considera el sistema más básico: un pequeño cuerpo de masa {\displaystyle m} que oscila en el extremo de un resorte, de masa despreciable y de constante recuperadora {\displaystyle k}, colocado horizontalmente. Suponiendo que el aire no ofrezca resistencia apreciable al movimiento de la masa sujeta al resorte, la fuerza recuperadora del resorte es la única fuerza horizontal (según la dirección del eje {\displaystyle x}) que actúa sobre el cuerpo y en primera aproximación obedece a la ley de Hooke {\displaystyle F_{x}=-kx}, con su posición de equilibrio en {\displaystyle x=0}. Al ser la fuerza elástica {\displaystyle F} una fuerza conservativa, el sistema masa muelle posee una energía potencial elástica [sección 5.3.3], de forma que la energía mecánica del sistema {\displaystyle E_{m}=E_{c}+E_{p}} es constante. La energía cinética del cuerpo es {\displaystyle E_{c}={1 \over 2}mv^{2}} y la energía potencial del resorte, cuando se encuentre estirado o comprimido una distancia {\displaystyle x}, es según se vio en la sección de energía potencial elástica (5.3.3): {\displaystyle E_{p}={1 \over 2}kx^{2}}. Al no haber fuerzas de fricción que efectúen un trabajo, la energía mecánica se conserva y es una constante:
La energía está relacionada con la amplitud, {\displaystyle A}, del movimiento generado. Cuando el desplazamiento de la masa respecto a la posición de equilibrio es máximo, {\displaystyle x=A} siendo {\displaystyle A} la amplitud del movimiento, la energía potencial es máxima {\displaystyle E_{p}={1 \over 2}kA^{2}} y proporcional a la amplitud al cuadrado, y la energía cinética es cero, puesto que su velocidad es {\displaystyle v=v_{x}=0}. Por lo tanto, en esa posición, la energía mecánica es solo de origen potencial, {\displaystyle E_{m}={1 \over 2}kA^{2}}.
Por lo tanto:
De esta ecuación se puede deducir la expresión de la velocidad {\displaystyle v=v_{x}} para cualquier desplazamiento de x:
Por otro lado, se puede observar que la velocidad máxima se obtiene para {\displaystyle x=0}. Llamando {\displaystyle {\omega }={\sqrt {k \over m}}}, se deduce: {\displaystyle v_{max}=\omega A}.
De acuerdo con la nueva notación, la masa oscila con una velocidad entre {\displaystyle -\omega A} y {\displaystyle +\omega A}. La magnitud física descrita por {\displaystyle \omega }, que se mide en ciclos/s, recibe el nombre de pulsación natural del M.A.S.

#### Energía en las oscilaciones amortiguadas. Pérdida de energía por fricción
En los movimientos oscilatorios aparecen inevitablemente las fuerzas de fricción, de forma que la oscilación se va amortiguando con el tiempo y acaba extinguiéndose, dando origen a las oscilaciones amortiguadas. Además de la fuerza recuperadora conservativa propia de los movimientos armónicos {\displaystyle F_{x}=-kx}, aparece una fuerza amortiguadora que no es conservativa. No resulta difícil comprender la existencia de esta fuerza, pues en la práctica se observa su aparición, por ejemplo en un reloj de péndulo o en una campana. Son sistemas mecánicos donde sus respectivos movimientos de oscilación no perduran eternamente: en ellos aparece una fuerza que actúa contra el movimiento y que lo frena gradualmente. Esto lleva a la conclusión de que la energía mecánica de este tipo de sistemas no es constante, sino que disminuye con el tiempo, debido precisamente al trabajo de esa fuerza no conservativa que amortigua la oscilación. El trabajo de las fuerzas de fricción del sistema oscilante, ya sea debido a la fricción con el aire, ya sea debido a la fricción entre sus propios mecanismos de funcionamiento (fricción entre los engranajes de un reloj), a su eje de sustentación (eje de oscilación de una campana) o a una combinación de todos ellos, en definitiva, consume una energía. Esa energía acaba, en la mayoría de los casos, disipándose al exterior del sistema en forma de calor. La fuerza amortiguadora o de fricción {\displaystyle {\vec {F}}_{dis}} que aparece entre un cuerpo sólido y un fluido dentro del cual se desplaza puede expresarse como: {\displaystyle {\vec {F}}_{dis}=F_{d_{x}}{\vec {i}}=-bv_{x}{\vec {i}}}, en la que {\displaystyle b} es la constante de proporcionalidad que refleja la intensidad de la fuerza amortiguadora y {\displaystyle v_{x}} la velocidad del cuerpo en la dirección del movimiento. Obsérvese que la fuerza de fricción lleva misma dirección que la velocidad, es proporcional a ella y, además, es de sentido opuesto a la misma. Incorporando la fuerza de fricción, al aplicar la segunda ley de Newton se obtiene: 
De esta expresión se pueden deducir otras expresiones, entre ellas la ley del movimiento armónico amortiguado. En particular, resulta de interés la deducción de la pérdida de energía mecánica. Se sabe que, en cualquier instante, la energía mecánica vale: 
donde el primer sumando es la energía cinética y el segundo sumando la energía potencial. Si se deriva la expresión respecto al tiempo: 
Como la derivada de la velocidad respecto del tiempo es la aceleración, y la derivada de la posición respecto del mismo es la velocidad se deduce:
De [1] se obtiene:{\displaystyle -b\;v_{x}=ma_{x}+kx}. Y finalmente:
Se deduce pues que, sea cual sea el sentido de la velocidad, la energía del sistema oscilatorio disminuye. Las oscilaciones van disminuyendo de amplitud, perdiendo su energía hasta que, al final, acaba parándose. Además, sabiendo que la potencia mecánica {\displaystyle P_{m}} es: {\displaystyle P_{m}={dE_{m} \over dt}=-b\;v_{x}^{2}<0}, y también se puede expresar como:{\displaystyle P_{m}={dE_{m} \over dt}={\vec {F_{d}}}\;.{\vec {v}}=F_{d_{x}}\;v_{x}=-b\;v_{x}^{2}<0}. Esta expresión es la potencia amortiguadora del movimiento o potencia disipativa debida a la fuerza de fricción, que representa la rapidez con la que actúa la fuerza amortiguadora y, por consiguiente, la rapidez con la que se reduce la energía mecánica del sistema a causa de la fricción.

## Tecnologías asociadas a la energía mecánica
Algunos tipos de energía mecánica son:
1. Energía hidráulica: se deja caer agua y se aprovecha la energía potencial obtenida. Se utiliza para generar energía eléctrica y para mover molinos de harina.
2. Energía eólica: producida por los vientos generados en la atmósfera terrestre. Se utiliza para generar energía eléctrica, como mecanismo de extracción de aguas subterráneas o de ciertos tipos de molinos para la agricultura. Es un tipo de energía cinética.
3. Energía mareomotriz: producto del movimiento de las mareas y las olas del mar, es un tipo de energía cinética.